# Irkutskoje (Kaliningrad)
Irkutskoje (russisch Иркутское, deutsch Plöstwehnen) ist ein Ort in der russischen Oblast Kaliningrad. Er gehört zur kommunalen Selbstverwaltungseinheit Stadtkreis Selenogradsk im Rajon Selenogradsk.

## Geographische Lage
Irkutskoje liegt im Nordosten des Rajon Selenogradsk, 24 Kilometer von Kaliningrad (Königsberg) entfernt. Der Ort ist über eine Stichstraße erreichbar, die bei Nowoselskoje (Willkeim) von einer Nebenstraße abzweigt, die Nekrassowo (Liska-Schaaken) mit Sosnowka (Bledau) südöstlich der Kreisstadt Selenogradsk (Cranz) verbindet. Eine Bahnanbindung besteht nicht.

## Geschichte
Das Gründungsjahr des bis 1946 Plöstwehnen genannten Dorfes ist 1325. 
Im Jahre 1874 wird Plöstwehnen in den neu errichteten Amtsbezirk Lobitten (heute russisch: Lugowskoje) eingegliedert. Er gehörte bis 1939 zum Landkreis Königsberg (Preußen), von 1939 bis 1945 zum Landkreis Samland im Regierungsbezirk Königsberg der preußischen Provinz Ostpreußen. Am 1. Dezember 1910 zählte das Dorf 60 Einwohner.
Am 1. Oktober 1934 wurden die Landgemeinde Plöstwehnen und die Nachbarorte Stombeck (russisch: Rybnoje, nicht mehr existent) sowie Willkeim zur neuen Landgemeinde Willkeim zusammengeschlossen.
Infolge des Zweiten Weltkrieges kam Plöstwehnen aufgrund seiner Lage in Nordostpreußen zur Sowjetunion. Der Ort erhielt im Jahr 1950 wieder eigenständig die russische Bezeichnung „Irkutskoje“ und wurde gleichzeitig in den Dorfsowjet Nowoselski selski Sowet im Rajon Gurjewsk eingeordnet. Später gelangte der Ort in den Muromski selski Sowet im Rajon Selenogradsk. Von 2005 bis 2015 gehörte Irkutskoje zur Landgemeinde Kowrowskoje selskoje posselenije und seither zum Stadtkreis Selenogradsk.

## Kirche
Die Einwohnerschaft Plöstwehnens war bis 1945 überwiegend evangelischer Konfession und in das Kirchspiel Powunden (heute russisch: Chrabrowo) eingepfarrt. Es gehörte zum Kirchenkreis Königsberg-Land II innerhalb der Kirchenprovinz Ostpreußen der Kirche der Altpreußischen Union. Heute liegt Irkutskoje im Einzugsbereich zweier in den 1990er Jahren neu entstandenen evangelisch-lutherischen Gemeinden: Marschalskoje (Gallgarben) und Selenogradsk (Cranz). Sie sind Filialgemeinden der Auferstehungskirche in Kaliningrad (Königsberg) in der Propstei Kaliningrad der Evangelisch-lutherischen Kirche Europäisches Russland.